# Asynthema
Asynthema, monotipski rod trajnica iz porodice Calyceraceae, rasprostranjen po središnjem Čileu i zapadnoj i južnoj Argentini (Chaco i Patagponija)
Jedina vrsta je Asynthema gracile.

## Sinonimi
- Boopis bicolor Phil.; Anales Univ. Chil. 85: 813 (1894)
- Boopis gracilis Phil.; Linnaea 28: 707 (1856)
- Boopis gracilis var. decumbens Chodat; Bull. Herb. Boiss., ser. 2, 2: 541 (1902)
- Boopis gracilis var. lazulina Speg.; Revista Argent. Bot. 1(4): 220 (1926)
- Boopis gracilis var. pozoiformis (Phil.) Hicken; Estud. Bot. Presentados Primera Reunion Nac. Soc. Nat. Tucuman 242 (1919)
- Boopis pozoiformis Phil.; Anales Univ. Chil. 736 (1872)
- Calycera boopidea Hicken; Prim. Reun. Nac. Soc. Argentina. Cient. Nat. Tucuman, 1916 244, 251 (1919)